# Jäskau
Jäskau ist ein Wohnplatz des Ortsteils Jävenitz der Hansestadt Gardelegen im Altmarkkreis Salzwedel in Sachsen-Anhalt.

## Geographie
Der Wohnplatz Jäskau liegt 3,5 Kilometer nordöstlich von Jävenitz.

## Geschichte
Der Ort wird erstmals urkundlich als ein wüstes Dorf Gotzekou genannt, als der Markgraf Friedrich der Jüngere im Dezember 1457 in Salzwedel die Besitzungen des Klosters Neuendorf bestätigte. Im Jahre 1573 heißt es Gosekow, 1779 auf eine Karte der Gäsekau Busch, wüste Feld Gäsekau und 1820 Gäskau. Danneil berichtet 1859 von Trümmern einer ehemaligen Kirche des früheren Dorfes, das südlich von Luthäne lag.
Im 19. Jahrhundert wurde auf der alten Flur die Unterförsterei Jäskau errichtet, die aber bald wieder einging. Später entstand dort ein Krug, der ebenfalls wieder einging. Ende des 19. Jahrhunderts entstand im Nordwesten des Ortes eine Ziegelei. 1873 wurde der Ort auch als Gäskau bezeichnet, nach 1909 nur noch Jäskau.

### Einwohnerentwicklung
| Jahr | Einwohner |
| ---- | --------- |
| 1818 | 04        |
| 1871 | 23        |
| 1885 | 18        |

| Jahr | Einwohner |
| ---- | --------- |
| 1895 | 15        |
| 1905 | 15        |
| 2017 | 06        |

## Wirtschaft
In der Nähe befindet sich heute eine Truthahnmastanlage.

## Religion
Die evangelischen Christen sind nach Trüstedt eingepfarrt.